# Jan Baptist Brueghel
Johannes Baptist Brueghel, bijnaam Meleager (Antwerpen, gedoopt 26 december 1647 - Rome, 1710/1719) was een Zuid-Nederlands kunstschilder in het genre van stillevens (bloemen en fruit) en diervoorstellingen. Hij behoort tot de bekende familie Brueghel, een dynastie van kunstschilders uit de zestiende en zeventiende eeuw.

## Biografie
Jan Baptist is de zoon van Jan Brueghel II en de jongere broer van Abraham Brueghel. Rond 1670 vertrok hij naar Rome waar hij samenwoonde met zijn broer Abraham. Een deel van zijn opleiding tot kunstschilder volgde hij aan de Accademia di San Luca. Jan Baptist volgde, rond 1675, zijn broer Abraham toen deze vertrok naar Napels. Na het overlijden van Abraham keerde Jan Baptist terug naar Rome waar hij verbleef tot aan zijn dood.
Jan Baptist was lid van de Bentvueghels, een soort broederschap van voornamelijk Noord- en Zuid-Nederlandse kunstenaars in Rome. Elk lid kreeg tijdens het toelatingsritueel een bijnaam (bentnaam) toegekend. De bentnaam van Jan Baptist was Meleager, een verwijzing naar de Griekse mythologie. Tijdgenoot en biograaf Arnold Houbraken benoemd hem in een gedicht over de Bentvueghels:

....Meleager vatte voort
'T wilde zwynshooft. Op mijn woort
Sprak hy: dit is wis en zeker
'T lokaas voor een frissen beker.....
— Arnold Houbraken, De groote schouburgh der Nederlantsche konstschilders en schilderessen (deel II, 1719)

Jan Baptist wordt ook genoemd als een van de kunstenaars die de bentbrief (onderdeel van de toelatingsceremonie) heeft ondertekend van Abraham Genoels.

## Werken
Uit beschrijvingen zou blijken dat Jan Baptist voornamelijk stillevens van bloemen en fruit schilderde. Op basis van zijn bentnaam wordt ook aangenomen dat hij diervoorstellingen maakte. Veel voorbeelden van zijn werk zijn niet bekend. Een opvallend stuk dat aan hem wordt toegeschreven zijn de geschilderde bloemen op de panelen van een kabinet uit circa 1690-1700.
- Biografisch Portaal: 59089160
- RKD-Nederlands Instituut voor Kunstgeschiedenis: 350926
- Union List of Artist Names: 500110935
- Virtual International Authority File: 96513498